# 石沟寺
石沟寺，位于中国青海省海东市乐都区洪水乡姜湾村，为第六批青海省文物保护单位，公布日期为1998年12月22日，类型为古建筑。
石沟寺的历史年代为明。